# Эльмалиах, Хила
Илани́т «Хи́ла» Эльмали́ах (англ. Hila Emalich ивр. הילה אילנית אלמליח‎ ; 14 ноября 1973 — 14 ноября 2007) — израильская фотомодель.

## Биография
Иланит «Хила» Эльмалиах родилась 14 ноября 1974 года.
Была одной из самых успешных и известных моделей Израиля. Работала с агентством «Elite Model Management».
Умерла 14 ноября 2007 года после продолжительной борьбы с нервной анорексией в свой 34-й день рождения при весе 22 кг и росте 172 см. Сразу же после её смерти израильский фотограф Ади Баркан начал всемирную кампанию,целью которой было изменить определение красоты, и поощрение моделей не быть тощими.